# Попов, Николай Иванович (политик)
Никола́й Ива́нович Попо́в (р. 24 ноября 1936 года, г. Ленинград) — советский партийный и государственный деятель, председатель Ленинградского облисполкома (1983—89).

## Биография
В детстве был эвакуирован из блокадного Ленинграда по Дороге жизни; с матерью вернулся в город после войны.
Окончил Ленинградский строительный техникум, служил в армии. Затем работал строймастером Приозерской дистанции пути (Октябрьская железная дорога). Член КПСС с 1959 года. Окончил Ленинградский инженерно-строительный институт.
С 1960 г. — на профсоюзной, партийной и хозяйственной работе в Ленинградской области в Приозерске, Выборге. С 1983 года — секретарь Ленинградского обкома КПСС. С декабря 1983 по 5 августа 1989 года — председатель Ленинградского облисполкома; в этот период был принят план комплексного экономического и социального развития области.
В 1989—1990 годы — первый заместитель председателя Комитета народного контроля РСФСР.
Был избран депутатом Выборгского городского Совета, депутатом (от Ленинградской области) Совета Союза Верховного Совета СССР 11-го созыва (1984—1989); в августе 1989 года проиграл выборы в Верховный Совет СССР. Делегат XXVI (1981) и XXVII (1986) съездов КПСС, XIX Всесоюзной конференции КПСС (1988). Кандидат в члены ЦК КПСС (1986—1990).

## Награды и звания
- знак отличия «За вклад в развитие Ленинградской области»[1].